# Felicia filifolia
Felicia filifolia là một loài thực vật có hoa trong họ Cúc. Loài này được (Vent.) Burtt Davy mô tả khoa học đầu tiên năm 1912.